# وزغة دقيقة الأصابع
وزغة دقيقة الأصابع (الاسم العلمي Cnemaspis kandiana) هو نوع من الزواحف النهارية من فصيلة أبو بريص،
يوجد في سريلانكا والكويت.